# Tamazouzte
Tamazouzte (en àrab تمزوزت, Tamazūzt; en amazic ⵜⴰⵎⴰⵥⵓⵥⵜ) és una comuna rural de la província d'Al Haouz, a la regió de Marràqueix-Safi, al Marroc. Segons el cens de 2014 tenia una població total de 15.846 persones.